# Jan Nowak (1928–2018)
Jan Józef Nowak (ur. 14 sierpnia 1928 w Ćwikowie, zm. 17 czerwca 2018 w Krakowie) – polski wychowawca, działacz sportowy i członek honorowy Polskiego Związku Piłki Nożnej, wiceprezydent Krakowa (1979–1990).

## Życiorys
Syn Wiktora i Stefanii. Od 1964 pracownik kuratorium Oświaty i Wychowania w Krakowie, gdzie pełnił funkcję wicekuratora a następnie kuratora do 1979. Został członkiem Polskiej Zjednoczonej Partii Robotniczej. W komitecie fabrycznym partii przy Hucie im. Lenina od 1961 był kierownikiem ośrodka propagandy partyjnej, następnie od 1963 sekretarzem propagandy. W 1973 został członkiem wojewódzkiej komisji rewizyjnej komitetu wojewódzkiego PZPR w Krakowie, a w 1975 członkiem egzekutywy komitetu krakowskiego. W latach 1979–1990 wiceprezydent miasta Krakowa.
Jako sportowiec czynny był w latach 1947–1952, kiedy występował w barwach Akademickiego Związku Sportowego w Krakowie. W 1952 odbył kurs na sędziego piłki nożnej i przez kilka lat w tej roli występował na boiskach. Od 1956 działał w klubie Krakus Nowa Huta, należąc do pionierów piłki nożnej w czasie budowy Nowej Huty. W 1964 rozpoczął działalność w Krakowskim Okręgowym Związku Piłki Nożnej, w latach 1964–1968 był członkiem Prezydium Zarządu okręgowego związku, w latach 1987–1993 pełnił funkcję prezesa, w latach 1993–1997 był wiceprezesem. W 1997 objął przewodnictwo Rady Seniorów. W 1980 wyróżniony został godnością członka honorowego Krakowskiego Okręgowego Związku Piłki Nożnej. Brał udział w pracach szeregu komisji związku krakowskiego.
Działał także na szczeblu centralnym Polskiego Związku Piłki Nożnej, był m.in. członkiem Sądu Koleżeńskiego (1991–1995) oraz członkiem Prezydium Piłkarskiego Sądu Polubownego. Wchodził w skład Wydziału PZPN ds. Szkół Mistrzostwa Sportowego. Piłka młodzieżowa stanowiła szczególne pole jego działalności, organizował liczne turnieje i rozgrywki szkolne.
Został odznaczony m.in. Krzyżem Kawalerskim (1970), Oficerskim (1976) i Komandorskim (1996) Orderu Odrodzenia Polski, Złotym Krzyżem Zasługi (1961), odznaką Zasłużony Działacz Kultury Fizycznej (1957), złotymi odznakami za pracę społeczną dla miasta Krakowa (1965) i dla ziemi krakowskiej (1968), odznaką honorowego sędziego Krakowskiego Okręgowego Związku Piłki Nożnej (1993). W 1995 Polski Związek Piłki Nożnej nadał mu tytuł członka honorowego.
Zmarł 17 czerwca 2018.